# Kurt Neumann
Kurt Neumann (n. 5 aprilie 1908, Nürnberg, Imperiul German – d. 21 august 1958, Los Angeles, California, SUA) a fost un regizor american de origine germană.
A regizat peste 60 de filme, cum ar fi filmele științifico-fantastice Rocketship X-M (1950) și The Fly (1958) sau filmele științifico-fantastice-de groază Kronos (1957) și She-Devil (1957). A mai regizat filmele non-științifico-fantastice The Ring (1952, cu Gerald Mohr și Rita Moreno), Carnival Story (1954), Mohawk (1956) sau The Deerslayer (1957)

## Filmografie parțială
- 1933 The Big Cage
- 1933 Secret of the Blue Room
- 1936 Let's Sing Again
- 1937 Make a Wish
- 1939 Ambush
- 1939 Island of Lost Men
- 1939 Unmarried
- 1945 Tarzan and the Amazons
- 1946 Tarzan și femeia leopard (Tarzan and the Leopard Woman)
- 1947 Tarzan and the Huntress
- 1949 Bad Boy
- 1949 Two Knights from Brooklyn
- 1950 Racheta X-M (Rocketship X-M)
- 1951 Cattle Drive
- 1952 The Ring
- 1952 Son of Ali Baba
- 1952 Hiawatha
- 1953 Tarzan and the She-Devil
- 1954 Carnival Story
- 1954 Culisele varieteului (Drei vom Varieté)
- 1955 Steaua din Rio (Stern von Rio)
- 1956 Mohawk
- 1957 Kronos
- 1957 She Devil
- 1958 The Fly
- 1959 Watusi